# 日経レストラン
『日経レストラン』（にっけいレストラン）は日経BP社の発行の総合実務情報誌である。飲食店等のフードビジネス業界を取り扱っていた。1988年10月に創刊され、2016年3月号（2016年3月1日発行）をもって休刊した。
ネット上では日経レストランONLINEを展開していたが、雑誌休刊に伴い2016年3月末を更新を休止した。